# Quai Valéry-Giscard-d'Estaing
Le quai Valéry-Giscard-d'Estaing est une voie située dans le 7e arrondissement de Paris, en France.

## Situation et accès
La dénomination « quai Valéry-Giscard-d'Estaing » est attribuée à une partie de la place Henry-de-Montherlant et à une partie du quai Anatole-France, entre la rue du Bac et la rue de Solférino.

## Origine du nom

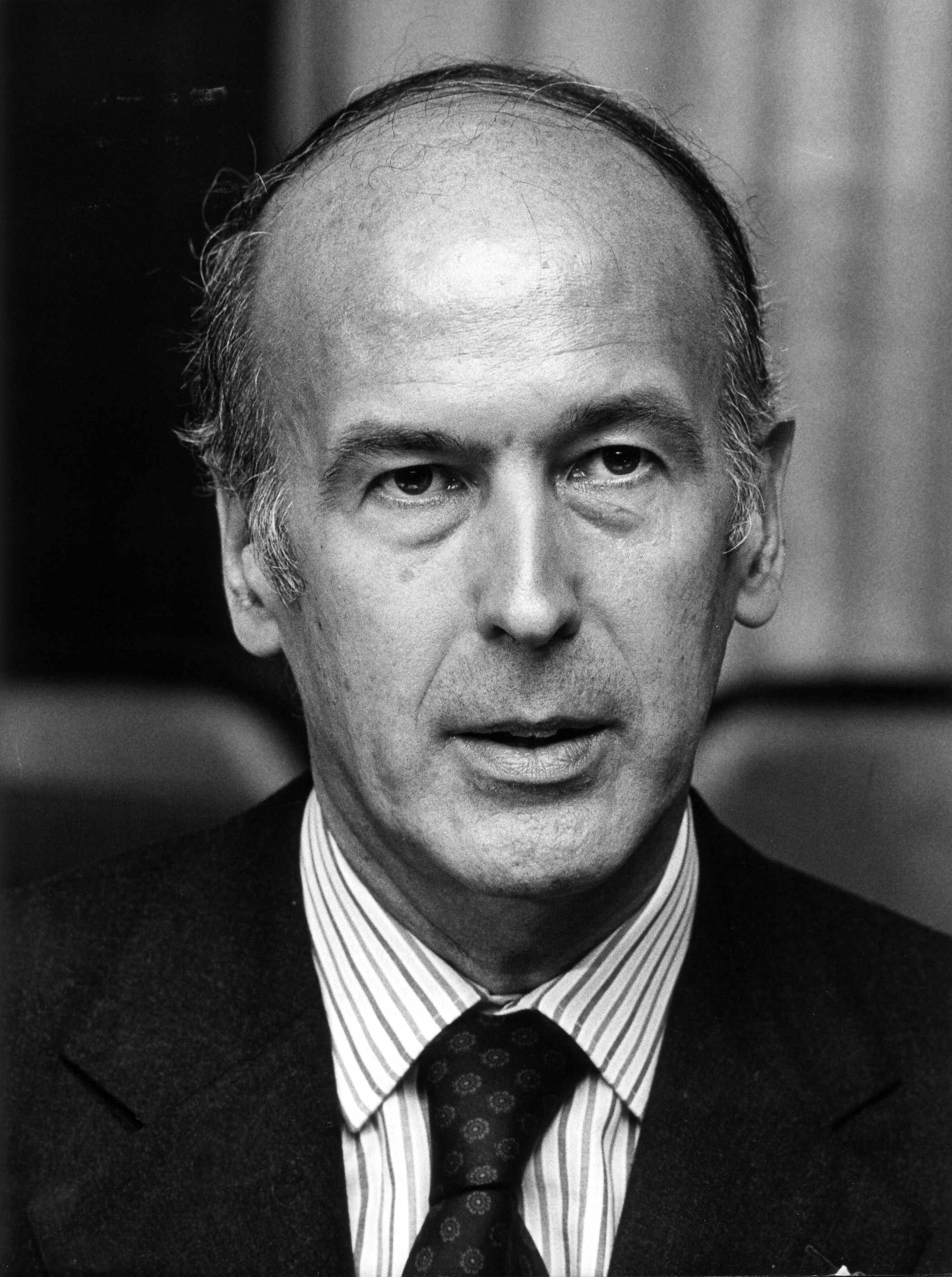
Valéry Giscard d'Estaing en 1975.

La voie porte le nom de Valéry Giscard d'Estaing (1926-2020), homme d'État français, président de la République de 1974 à 1981.

## Historique
Par délibération du 14 mars 2023, une partie de la place Henry-de-Montherlant et du quai Anatole-France prend le nom de « quai Valéry-Giscard-d'Estaing »,,.

## Bâtiments remarquables
Le quai passe devant l'espace Valéry-Giscard-d'Estaing (anciennement partie de la place Henry-de-Montherlant) avec les entrées du musée de la Légion d'honneur (rue de la Légion-d'Honneur) et du musée d'Orsay. Les deux bâtiments longent le côté sud du quai et des Rives de la Seine.

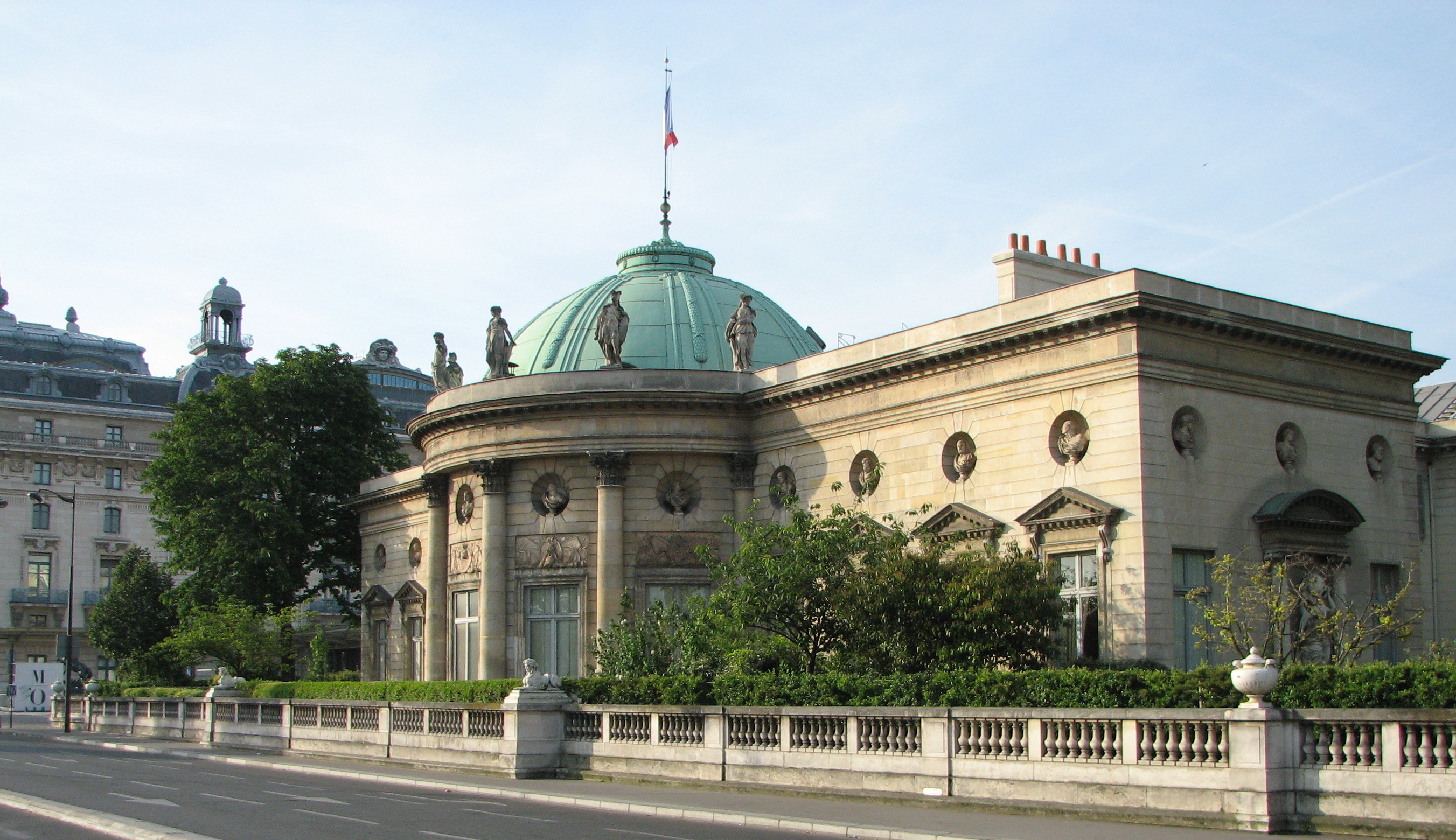
Palais de la Légion d'honneur ou « hôtel de Salm ».

- Nos 1-3-5 : Caisse des dépôts et consignations : l'ensemble d'immeubles qui forme le siège de la  Caisse des dépôts et consignations a été construit à l'emplacement de plusieurs hôtels édifiés par Robert de Cotte au début du XVIIIe siècle, dont l'un probablement pour lui-même et un hôtel de Mailly-Nesle, qui occupait l'angle avec la rue du Bac. Ébranlés lors des travaux souterrains de construction du chemin de fer d'Orléans, ces hôtels furent démolis et remplacés, à la fin du XIXe siècle, par les bâtiments actuels de style Louis XV, sur lesquels a été remonté (à l'angle du quai et de la rue du Bac) un fronton sculpté représentant « Minerve protégeant l'architecture et la sculpture », provenant de l'un d'entre eux, peut-être celui de Robert de Cotte. La construction actuelle est tantôt datée 1890-1896 et attribuée à Eudes, tantôt datée 1902-1903 et donnée à Pierre-Félix Julien. Le plus probable est que ces deux architectes y ont participé en deux campagnes de travaux. Dans la cour du no 3, la Caisse des dépôts a installé une sculpture de Jean Dubuffet, Réséda (conçue en 1972, réalisée en 1988).
- Nos 5-7 et 60, rue de Lille : emplacement de l'ancien chantier de bois flotté, dit chantier de la Tour d'Argent, qui fut acheté en 1720 par le marquis de La Vrillière. Devenu une entreprise de coches pour la Cour, le lieu fut occupé par une caserne de la légion de police puis des guides de la Garde impériale sous le nom de « quartier Eugène », « quartier Bonaparte », « quartier Napoléon » et « quartier d'Orsay ».
- Angle quai Valéry-Giscard-d'Estaing et rue de Poitiers : emplacement de l'ancien hôtel des gardes du corps du roi à cheval.
- Nos 7-9 : musée d'Orsay.
- Sans numéro : palais de la Légion d'honneur.
- Devant la passerelle Léopold-Sédar-Senghor se trouve une statue du président américain Thomas Jefferson. Elle est située à proximité de l'hôtel de Salm, dont il s'inspira pour la construction sa demeure de Monticello. Inaugurée en 2006 par le maire de Paris Bertrand Delanoë, le maire de Washington Anthony A. Williams et l'ambassadeur des États-Unis à Paris Craig Roberts Stapleton, elle est l'œuvre du sculpteur Jean Cardot. Elle a été financée par Alec et Guy Wildenstein et la fondation Florence Gould[5].